# Giải của Hội phê bình phim New York cho nữ diễn viên phụ xuất sắc nhất
Giải của Hội phê bình phim New York cho nữ diễn viên phụ xuất sắc nhất (New York Film Critics Circle Award for Best Supporting Actress) là một trong các giải thưởng của Hội phê bình phim New York (New York Film Critics Circle), dành để vinh danh các Nữ diễn viên phụ xuất sắc nhất trong ngành điện ảnh.
Giải thưởng này được phát lần đầu vào năm 1969, cho nữ diễn viên Dyan Cannon trong phim Bob & Carol & Ted & Alice.

## Các người đoạt giải

### Thập niên 1960
- 1969: Dyan Cannon

cho vai diễn trong phim Bob & Carol & Ted & Alice

### Thập niên 1970
- 1970: Karen Black

cho vai diễn trong phim Five Easy Pieces
- 1971: Ellen Burstyn

cho vai diễn trong phim The Last Picture Show
- 1972: Jeannie Berlin

cho vai diễn trong phim The Heartbreak Kid
- 1973: Valentina Cortese

cho vai diễn trong phim Day for Night
- 1974: Valerie Perrine

cho vai diễn trong phim Lenny
- 1975: Lily Tomlin

cho vai diễn trong phim Nashville
- 1976: Talia Shire

cho vai diễn trong phim Rocky
- 1977: Sissy Spacek

cho vai diễn trong phim 3 Women
- 1978: Maureen Stapleton

cho vai diễn trong phim Interiors
- 1979: Meryl Streep

cho vai diễn trong phim Kramer vs. Kramer và
vai diễn trong phim The Seduction of Joe Tynan

### Thập niên 1980
- 1980: Mary Steenburgen

cho vai diễn trong phim Melvin and Howard
- 1981: Mona Washbourne

cho vai diễn trong phim Stevie
- 1982: Jessica Lange

cho vai diễn trong phim Tootsie
- 1983: Linda Hunt

cho vai diễn trong phim The Year of Living Dangerously
- 1984: Christine Lahti

cho vai diễn trong phim Swing Shift
- 1985: Anjelica Huston

cho vai diễn trong phim Prizzi's Honor
- 1986: Dianne Wiest

cho vai diễn trong phim Hannah and Her Sisters
- 1987: Vanessa Redgrave

cho vai diễn trong phim Prick Up Your Ears
- 1988: Diane Venora

cho vai diễn trong phim Bird
- 1989: Lena Olin

cho vai diễn trong phim Enemies: A Love Story

### Thập niên 1990
- 1990: Jennifer Jason Leigh

cho vai diễn trong phim Miami Blues và
vai diễn trong Last Exit to Brooklyn
- 1991: Judy Davis

cho vai diễn trong phim Naked Lunch và
vai diễn trong phim Barton Fink
- 1992: Miranda Richardson

cho vai diễn trong phim The Crying Game,
vai diễn trong phim Enchanted April và
vai diễn trong phim Damage
- 1993: Gong Li

cho vai diễn trong phim Ba wang bie ji (Farewell My Concubine)
- 1994: Dianne Wiest

cho vai diễn trong phim Bullets Over Broadway
- 1995: Mira Sorvino

cho vai diễn trong phim Mighty Aphrodite
- 1996: Courtney Love

cho vai diễn trong phim The People vs. Larry Flynt
- 1997: Joan Cusack

cho vai diễn trong phim In & Out
- 1998: Lisa Kudrow

cho vai diễn trong phim The Opposite of Sex
- 1999: Catherine Keener

cho vai diễn trong phim Being John Malkovich

### Thập niên 2000
- 2000: Marcia Gay Harden

cho vai diễn trong phim Pollock
- 2001: Helen Mirren

cho vai diễn trong phim Gosford Park
- 2002: Patricia Clarkson

cho vai diễn trong phim Far From Heaven
- 2003: Shohreh Aghdashloo

cho vai diễn trong phim House of Sand and Fog 
- 2004: Virginia Madsen

cho vai diễn trong phim Sideways
- 2005: Maria Bello

cho vai diễn trong phim A History of Violence
- 2006: Jennifer Hudson

cho vai diễn trong phim Dreamgirls
- 2007: Amy Ryan

cho vai diễn trong phim Gone Baby Gone
- 2008: Penélope Cruz

cho vai diễn trong phim Vicky Cristina Barcelona
Bản mẫu:NYFCC Awards Chron